# 국립백두대간수목원
국립백두대간수목원(國立白頭大幹樹木園, 영어: Baekdudaegan National Arboretum)은 대한민국 산림청 주관으로 경상북도 봉화군 춘양면 서벽리에 조성된 수목원이다. 총면적은 5,179ha로, 2015년 12월에 공사를 완료하였다.

## 방문안내
- 운영일: 화요일~일요일
- 휴원일: 월요일, 1월1일, 설, 추석 연휴
- 계절별 관람시간
  - 하절기(3월~10월) 관람시간:9:00~18:00(17시까지 입장 가능)
  - 동절기(11월~2월) 관람시간:9:00~17:00(16시까지 입장 가능)
- 이용요금: 성인 5,000원 청소년 4,000원 어린이 3,000원
- 편의시설: 푸드코트(식당), 편의점, 가든샵, 물품보관함, 유모차, 휠체어, 보행기, 보행보조기 대여 가능, 수유실, 장애인 주차공간 등
- 기타 문의사항: (고객센터) 054-679-1000, (홈페이지) www.bdna.or.kr

## 주요 시설
국립백두대간수목원에 종자저장시설, 연구시설, 기후변화지표식물원, 전시공간 등 시설이 설치된다. 수목원 전체 부지는 크게 생태탐방지구(4,973ha)와 중점조성지구(206ha)로 구분하여 조성된다.

### 생태탐방지구
생태탐방지구는 금강소나무를 대표 수종으로 하는 자연 생태를 그대로 보존하여 자연환경을 직접 체험할 수 있는 곳이다. 생태탐방지구에는 한국에서 가장 오래된 550년 된 철쭉군락지와 꼬리진달래군락지가 있다.

### 중점조성지구
중점조성지구는 진입 및 커뮤니티지구, 주제정원 전시 및 교육지구, 산림생물자원 연구지구, 산림보존 및 복원지구로 구분되어 있어 연구, 교육, 체험이 함께 조화롭게 이루어지는 공간으로 조성된다. 측백나무를 이용한 미로원, 교과서원, 모험의 숲 등으로 아이들의 식물에 대한 흥미를 유도하고 세계문화자원식물원 등으로 세계의 민속생활문화를 익힐 수 있으며, 오색정원, 꽃나무원 등의 전시원에서는 식물의 아름다운 조화를 느낄수 있도록 조성된다.

### 호랑이숲
백두대간수목원의 또 하나의 특징인 호랑이숲에는 백두대간의 상징적 동물인 호랑이가 서식하는 숲을 재현하여 시베리아호랑이를 전시하고 있다. 2017년 1월 25일 한중우호협력사업으로 도입된 백두산 호랑이 2마리를 이전하였고, 2018년 5월 4일에 개장했다. 현재 에버랜드에서 유학을 온 태범, 무궁이를 포함하여  6마리(한청, 우리, 한, 도, 태범, 무궁)가 살고 있다. 또한 버드나무, 금강송, 서양측백, 소영도리나무 등을 심었다.

### 종자영구보존시설
종자영구보존시설(Seed Vault)은 아시아권에 최초로 들어서는 시설로 지하 40m 터널형 구조이며, 항온항습 환경에서 200만점 종자영구보존이 가능하다.

## 추진 일정
- 2011년 12월: 공사 계약
- 2012년 4월: 착공식
- 2012년 6월: 시공
- 2018년: 개원

## 같이 보기
- 스발바르 국제 종자 저장고

## 외부 링
- 국립백두대간수목원